# Parasemia altiaca
Parasemia altiaca är en fjärilsart som beskrevs av Adalbert Seitz 1910. Parasemia altiaca ingår i släktet Parasemia och familjen björnspinnare. Inga underarter finns listade i Catalogue of Life.